# Ценгель, Хелена
Хелена Ценгель (немецкий: [ˈhɛlena ˈtsɛŋl̩]; род. 2008) — немецкая актриса кино и телевидения.

## Биография
Хелена родилась и выросла в Берлине, начав свою актёрскую карьеру в возрасте пяти лет в музыкальном видео для берлинской альтернативной рок-группы Abby. 
Её первая главная роль состоялась три года спустя в драме «Дочь», сценаристом и режиссёром которого была Маша Шилински и который был показан на Берлинале в 2017 году. 
В апреле 2020 года она выиграла высшую национальная награда Германии в области кинематографа Deutscher Filmpreis  за лучшую женскую роль в фильме «Разрушительница системы».  
После того, как «Разрушительница системы» получила несколько международных наград и всемирное признание, Ценгель была приглашена в Голливуд, где Universal Pictures утвердила её на главную роль в  фильме «Новости со всех концов света» британского режиссёра Пола Гринграсса. В этой адаптации 2020 года одноимённого романа канадско-американской  писательницы Полетт К. Джайлс (2016) Ценгель играет 10-летнюю немецкую сироту по имени Джоанна Леонбергер, а Том Хэнкс исполняет роль отставного капитана Джефферсона Кайла Кидда. За эту роль Хелена Ценгель была номинирована на премии Голливудской ассоциации иностранной прессы «Золотой глобус» и Американской Гильдии киноактёров в категории «Лучшая актриса второго плана».

## Фильмография
| Год  | Название                                     | Роль                    | Примечания                                         |
| ---- | -------------------------------------------- | ----------------------- | -------------------------------------------------- |
| 2014 | Детектив Шпреевальда                         | Джоанна                 | сериал                                             |
| 2016 | Перекручивание                               | Лилли                   |                                                    |
| 2016 | Специальный отдел: От имени пострадавших     | Аня Ротманн             | сериал (эпизод «Сила цветов»)                      |
| 2017 | Специальный отдел: От имени пострадавших     | Лили Вейер              | сериал (эпизод «Летняя сказка»)                    |
| 2017 | Хороший полицейский                          | Фабьен                  |                                                    |
| 2017 | Дочь                                         | Лука                    | первая главная роль                                |
| 2019 | Разрушительница системы                      | Бернадетт «Бенни» Клаас | награда Deutscher Filmpreis за лучшую женскую роль |
| 2019 | Инга Линдштрём: Семейный праздник в Соммерби | Мила                    | телефильм                                          |
| 2020 | Новости со всех концов света                 | Джоанна Леонбергер      | международный дебют                                |
| 2024 | Очи                                          | Юри                     |                                                    |